# Bufor (geoinformatyka)

Przykład buforowania (kolor zielony) dla obiektu punktowego, liniowego i poligonowego(kolor czerwony).

Bufor – strefa, której granice są odległe od obiektu o zadaną wielkość. Buforowaniu poddane mogą być punkt, linia lub poligon. Wynikiem buforowania może być linia bądź wielokąt (zwany buforem).